# Beta de la Cabellera de Berenice
Beta de la Cabellera de Berenice (β Comae Berenices) és l'estel més brillant a la constel·lació de la Cabellera de Berenice, amb magnitud aparent +4,23. Relativament propera al sistema solar, s'hi troba a només 29,9 anys llum de distància. L'estel conegut més proper a ell és GJ 3801, distant 4,5 anys llum.
Beta de la Cabellera de Berenice és un nan groc no gaire diferent del Sol amb un tipus espectral G0V. Amb una temperatura efectiva de 6.000 K, és uns 280 K més calenta que el Sol, i és un 37% més lluminosa que aquest. El seu paràmetres de massa i diàmetre són un 10% majors que els de el Sol. La seva metal·licitat —mesurada pel contingut de ferro en relació al d'hidrogen— sembla major que la solar, al voltant d'un 7%. Amb una velocitat de rotació doble que la del Sol, presenta també activitat magnètica, incloent-hi erupcions i taques estel·lars, en un cicle de 16,6 anys i un possible cicle secundari de 9,6 anys. Encara que més jove que el Sol, no hi ha acord sobre la seva edat, que segons la font consultada pot ser de 1.700, 4.100 ó 4.400 milions d'anys.
Beta de la Cabellera de Berenice pot tenir un company estel·lar proper, detectat només per espectroscòpia, que no ha estat confirmat. Estudis duts a terme mitjançant la tècnica de velocitat radial no han detectat planetes al seu voltant.